# La Bourdinière-Saint-Loup
La Bourdinière-Saint-Loup – miejscowość i gmina we Francji, w Regionie Centralnym, w departamencie Eure-et-Loir.
Według danych na rok 1990 gminę zamieszkiwało 455 osób, a gęstość zaludnienia wynosiła 23 osoby/km² (wśród 1842 gmin Regionu Centralnego La Bourdinière-Saint-Loup plasuje się na 714. miejscu pod względem liczby ludności, natomiast pod względem powierzchni na miejscu 671.).